# Jules Daveau
Jules Alexandre Daveau (Argenteuil, Val-d'Oise, 29 de fevereiro de 1852 — Montpellier, 24 de agosto de 1929) foi um botânico e hortofloricultor que se destacou na construção do Jardim Botânico da Escola Politécnica de Lisboa, hoje Jardim Botânico de Lisboa.

## Biografia
Começou a trabalhar como aprendiz de jardineiro no Museu de História Natural de Paris com apenas 14 anos de idade. Naquela instituição aprendeu hortofloricultura e estudou botânica com os professores residentes.
Após o regresso à Alemanha de Edmund Goeze, primeiro-jardineiro do Jardim Botânico da Escola Politécnica de Lisboa, foi convidado para ocupar o lugar, tendo iniciada funções a 16 de Dezembro de 1876. Permaneceu na direcção técnica daquele Jardim até ao ano de 1892, regressando nesse ano a França. Durante aquele período transformou o Jardim Botânico de Lisboa num dos mais interessantes da Europa.
Para além dos trabalhos realizados no Jardim e na identificação de espécimes, dedicou ao estudo da flora de Portugal, tendo conduzido alguns trabalhos pioneiros de herborização e de recolha de sementes. Também publicou sobre a flora dos Açores.
Em 1875 participou numa expedição botânica à Cirenaica. Foi um dos principais colectores de plantas para o botânico Júlio Augusto Henriques, notabilizando-se na exploração da Berlenga Grande. Também colaborou com o naturalista Albert Alexandre Girard nos seus estudos sobre a fauna ibérica, trabalhando como colector de espécimes e na observação e identificação dos habitats.
Exonerado a seu pedido das funções em Lisboa, em Janeiro de 1893 tomou posse do cargo de jardineiro-chefe do Jardim Botânico da Universidade de Montpellier (Jardin des plantes de Montpellier). Foi também curador das colecções do herbário da Universidade de Montpellier.
Foi distinguido com a comenda da Ordem de Cristo e foi oficial da Ordem de Santiago. Foi sócio correspondente da Academia das Ciências de Lisboa.

## Obras principais
Entre outras, é autor das seguintes publicações:
- Aperçu sur la végétation de l'Alemtejo et de l'Algarve, 1882.
- Euphorbiacées du Portugal, 1885.
- Cistinées du Portugal, 1886.
- Remarques sur la flore de l'archipel des Açores, 1889.
- Plumbaginées du Portugal, 1889.
- Cypéracées du Portugal, 1892.

## Eponímia
Jules Daveau é homenageado pelos seguintes epónimos:
Género
- (Asteraceae) Daveaua Willk. ex Mariz[10]

Espécies
- (Asteraceae) Erigeron daveauanus (Sennen) Greuter[11][12]
- (Cistaceae) Cistus × daveauanus P.Silva[13]
- (Fabaceae) Trifolium daveauanum Thell.[14]
- (Iridaceae) Romulea daveauana Emb. & Maire[15]
- (Plumbaginaceae) Armeria daveaui (Cout.) P.Silva[16]